# Torbjörn Kartes
Torbjörn Kartes (nascido em 23 de abril de 1979) é um político alemão. Nasceu em Freiburg im Breisgau, Baden-Württemberg, e representa a CDU. Torbjörn Kartes é membro do Bundestag pelo estado da Renânia-Palatinado desde 2017.

## Vida
Ele tornou-se membro do bundestag após as eleições federais alemãs de 2017. É membro da Comissão de Trabalho e Assuntos Sociais e da Comissão de Família, Terceira Idade, Mulher e Juventude.